# كردفان

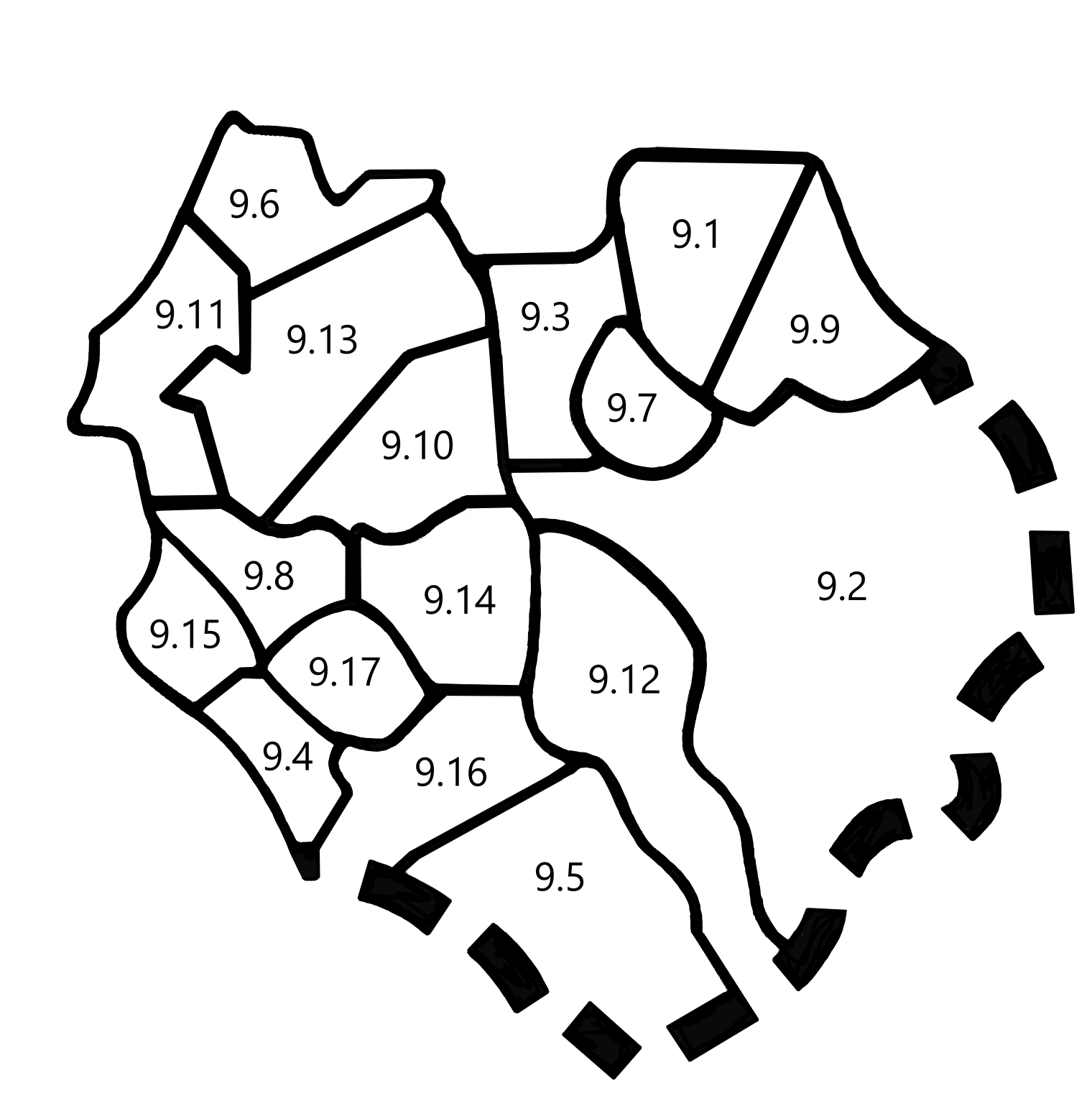
دشنوب كردفان، السودان مقاطعات متتالية

كردفان، هي مقاطعة سابقة في وسط السودان. في عام 1994 تم تقسيمها إلى ثلاث ولايات اتحادية جديدة: شمال كردفان وجنوب كردفان وغرب كردفان. في أغسطس 2005، ألغيت ولاية غرب كردفان وقسمت أراضيها بين ولايتي شمال وجنوب كردفان كجزء من تنفيذ اتفاق السلام الشامل بين حكومة السودان والحركة الشعبية لتحرير السودان. في يوليو 2013 تم إعادة إنشاء ولاية غرب كردفان.

## معلومات جغرافية
تبلغ مساحة كردفان حوالي 376,145 كيلومتر مربع (146,932 ميل مربع)، وقدر عدد سكانها في عام 2000 بـ 3.6 مليون (مقارنة بـ 3 ملايين في عام 1983). تميز المناظر الطبيعية في كردفان في الغالب بالسهول المتموجة، وتقع جبال النوبة في الربع الجنوبي الشرقي. خلال موسم الأمطار الذي يمتد عادة من يونيو إلى سبتمبر تصبح المنطقة خصبة وخضراء. ومع ذلك في موسم الجفاف تتحول إلى صحراء قاحلة تقريبا. المركز الحضري الرئيسي للمنطقة هي مدينة الأبيض.

## الاقتصاد والديموغرافيا

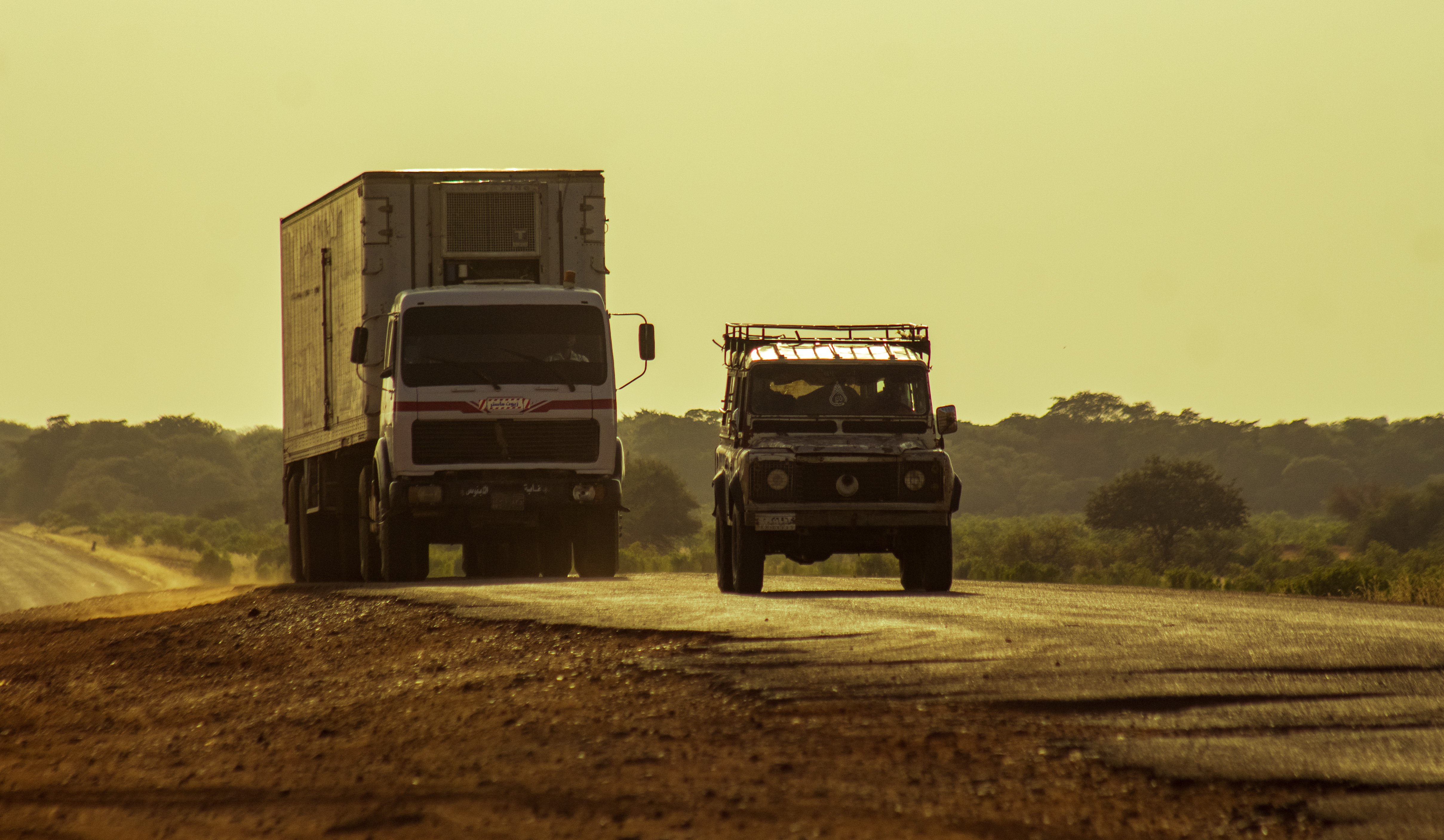
مناخ كردفان

تشتهر كردفان بإنتاج الصمغ العربي، وتشمل المحاصيل الأخرى الفول السوداني والقطن والدخن. كان يسكن كردفان في الأصل شعوب نوبية ذات بشرة بنية، ولكن بحلول القرن الرابع عشر بدأ العرب من مصر بالتوسع جنوبًا إلى كردفان، واندمجوا مع بعض السكان الأصليين ودفعوا بباقي السكان إلى التلال. معظم سكان كردفان هم من العرب. تشمل المجموعات القبلية الرئيسية للقبائل العربية عائلات الدار حامد، والكبابيش، والكواهلة، والحمر، والبديرية، والجوامعة والركابية.
توجد في شمال كردفان مناطق رعي واسعة يستخدمها ويسكنها منذ مئات السنين عرب البقارة شبه الرحل الناطقين بالعربية والكبابيش الذين يربون الإبل. المجموعات العرقية الأخرى التي تسكن كردفان مثل النوبه في جنوب كردفان.